# Igor Hinić
Igor Hinić, född 4 december 1975 i Rijeka, är en kroatisk vattenpolospelare. Han ingick i Kroatiens landslag vid olympiska sommarspelen 1996, 2000, 2004, 2008 och 2012.
Hinić gjorde tre mål i den olympiska vattenpoloturneringen i Atlanta där lagets insats räckte till OS-silver. I Sydney var Kroatien sjua, i Aten tia och i Peking sexa. I London tog sedan Hinić OS-guld i herrarnas vattenpoloturnering. Hans målsaldo i London var två mål.
Hinić tog VM-guld i samband med världsmästerskapen i simsport 2007 i Melbourne. VM-brons blev det i samband med världsmästerskapen i simsport 2009 i Rom. EM-guld tog Hinić 2010 på hemmaplan i Zagreb.